# Chimiophobie
La chimiophobie (chémophobie ou chemophobia, chemphobia ou chemonoia pour les anglophones), désigne une forte aversion aux produits chimiques et/ou à la chimie en général. Les personnes concernées sont dites « chimiophobes ».
C'est un état d'esprit qui, au-delà d'une inquiétude normale et raisonnable quant aux effets potentiellement nocifs de nombreux produits chimiques synthétiques, s'étend à une peur irrationnelle face à ces substances. Cette peur serait induite par des idées fausses ou exagérées sur la nocivité (effet cancérigène par exemple) de tout ou une partie des produits chimiques introduits dans l'environnement ou le corps humain (enfants, fœtus ou embryons, notamment, démontrés plus vulnérables que les adultes),.
Certaines allégations publicitaires et d'étiquettes telles que « naturel » et « sans produits chimiques » joueraient en faveur d'alternative aux aliments, produits d'entretiens, produits de soins, tissus, etc. très enrichis en additifs synthétiques ; l'alternative plus « naturelle » devenant plus attrayante pour les consommateurs car perçue comme plus saine et souvent comme moins contributrice au gaspillage d'énergies fossiles et aux émissions de gaz à effet de serre. Aux États-Unis, on évoque souvent des stratégies d'appel à la nature, opposées à des stratégies d'addiction à la malbouffe (notion elle-même perceptivement très liée à la chimie et à l'agrochimie).

## Définition et usages
Il existe quelques nuances dans les définitions et les usages du mot chimiophobie.
Le glossaire de toxicologie de l'Union internationale de chimie pure et appliquée (IUPAC) la définit comme une « peur irrationnelle des produits chimiques ».
En 2019, dans le journal Pour la science, Christophe Cartier dit Moulin (chargé de mission pour la communication scientifique à l'Institut national de chimie du CNRS), définit la « chimiophobie » comme « la peur irrationnelle découlant de la surévaluation des risques liés aux produits issus de l'industrie chimique ».
Selon lui, cette vague de rejet de la chimie identifiée par divers auteurs depuis les années 1970 touche une large part de la population générale, possiblement en lien avec l'image que l'industrie et le secteur de la chimie ont donné au grand public concernant leurs produits de synthèse et de leur toxicologie.
Il s'appuie sur une étude récente qui a montré que ce sentiment « concerne tous les publics, y compris parmi les plus instruits ».
Pour l'American Council on Science and Health (ou ACSH), la « chimiophobie » est une peur des substances synthétiques résultant d'« histoires effrayantes » et d'affirmations exagérées sur leurs dangers répandues dans les médias. Cet organisme (ACSH), dont le nom évoque une institution officielle, est une simple association de relations publiques » créée par des industriels de la chimie et de l'agrochimie, et qui a notamment œuvré pour discréditer le Centre international de recherche sur le cancer (CIRC) et en particulier son rapport selon lequel le glyphosate, ingrédient du Roundup de Monsanto, est un cancérigène probable pour l'homme.
Pierre Laszlo, Professeur de chimie écrit qu'historiquement les chimistes ont connu la « chimiophobie » de la population dans son ensemble. La « chimiophobie » croise selon lui des notions irrationnelles et des préoccupations légitimes (concernant par exemple les armes chimiques, le risque de guerre chimique et les catastrophes industrielles).

## Connotations
Le mot chimiophobie (et le concept qu'il désigne) sont essentiellement utilisés par l'Industrie chimique et ses lobbyistes, généralement avec une connotation négative, dans le cadre des campagnes et stratégies de communication lancées par les industries chimiques à propos desquelles, en 2004, Bernadette Bensaude-Vincent notait qu'elles identifient « le public comme une masse de consommateurs dociles et naïfs » et « c’est ce même public supposé naïf qui semble aujourd’hui rejeter tout ce qui est chimique en l’assimilant hâtivement à tout ce qui est « non naturel » ».

## Histoire de la perception de la chimie par le public

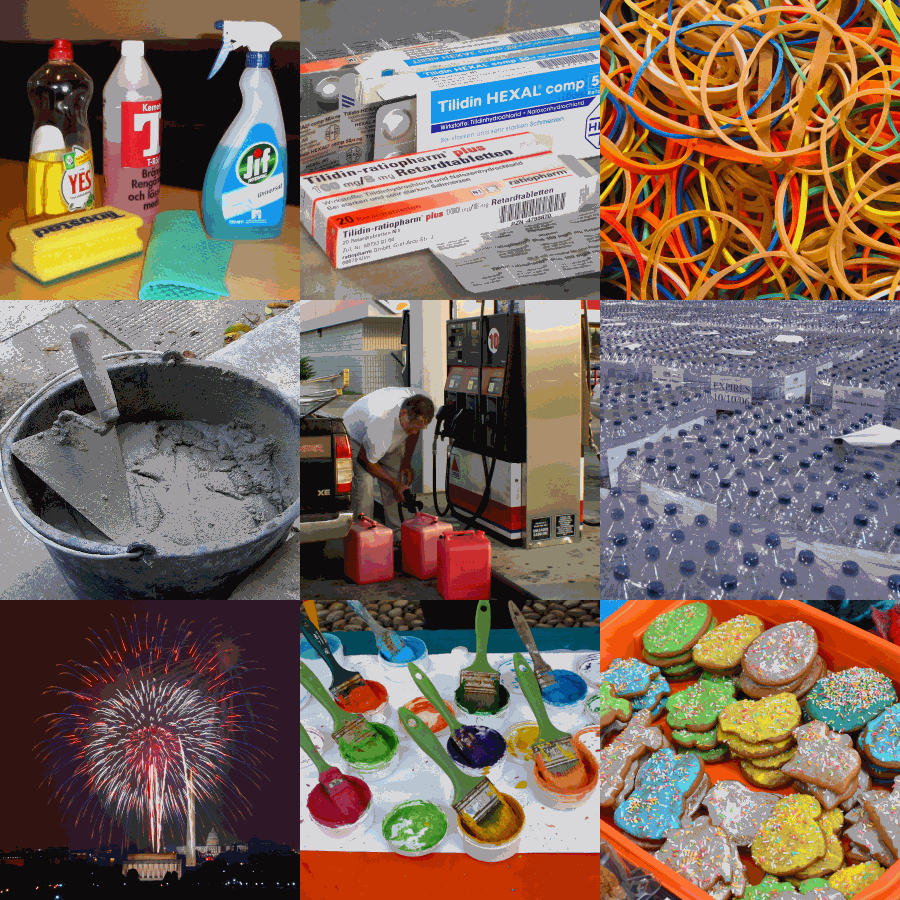
Le public, selon Bernadette Bensaude-Vincent, sait ce qu'il doit à l'industrie chimique dans la vie quotidienne, mais n'est pas naïf au point d'ignorer ses conséquences environnementales (externalités) négatives.

La toxicité de métaux lourds et métalloïdes tels que le l'arsenic, le plomb ou le mercure et de divers produits chimiques utilisés comme médicaments ou comme poison est connue depuis l'antiquité au moins, ce qui n'a pas empêché un usage de plus en plus massif de ces métaux et d'autres.
On observe une sorte de renversement dans la manière dont la chimie est perçue depuis le siècle des lumières : paradoxalement, la chimie qui était originellement une science exploratrice et explicative de la Nature (le mot chymie était défini en 1554 comme « science qui étudie la constitution des divers corps » », est, dans la seconde moitié du XXe siècle, principalement devenue une science/technique du réagencement des atomes et d'invention de molécules n'existant pas dans la nature, pour finalement être de plus en plus perçue comme ennemie de la nature ou située à l'opposé de la Nature. En réponse « il semble logique que les chimistes déplorent l’ignorance et l’irrationalité du public en rappelant que « tout est chimique dans la Nature » ».
De la chimiophilie à la chimiophobie ? Au début du XXe siècle et jusque vers son milieu, le public a accueilli avec enthousiasme les produits chimiques nouveaux et produits abondance (grâce à la grande disponibilité du charbon et du pétrole qui a permis l'essor de la carbochimie et d'autres industries chimiques) ; la Chimie évoquait progrès, santé, emploi, prospérité. Mais note Rita Saleh, des événements survenus tout au long du XXe siècle ont peu à peu terni cette image, et ont peut-être fait naître des craintes réelles et justifiées quant à l'utilisation de produits chimiques,.
Depuis les années 1970, la chimie a perdu une partie de son aura ; moins aimée du public, elle évoque souvent la pollution, les nuisances, les pesticides, des aliments mauvais pour la santé et l'épée de Damoclès du risque d'accidents chimiques graves. Chez les jeunes, les sondages ont montré un déclin de popularité parmi les filières scientifiques et technologiques (en France, au début des années 2000 la filière scolaire et universitaire « Chimie » « vient en dernier, tout en bas de l'échelle, plus bas même que le nucléaire. La profession, jadis honorable, voire prestigieuse, n'attire plus les brillants étudiants, alors même que la chimie offre des perspectives de carrières attrayantes » constatait, en 2004, Bernadette Bensaude-Vincent dans le journal L'Actualité chimique (journal de la Société chimique de France, soutenu par le CNRS et la Fondation internationale de la Maison de la Chimie.

### Première Guerre mondiale

Les gazés, peinture à l'huile, tableau de John Singer Sargent, 1919. Les souvenirs de soldat au yeux brûlés, aux poumons brûlé et à la peau cloquée et brûlée hanteront les survivants ; elles sont restées l'une des marques de cette guerre, que divers auteurs qualifieront de « Guerre des chimistes ».

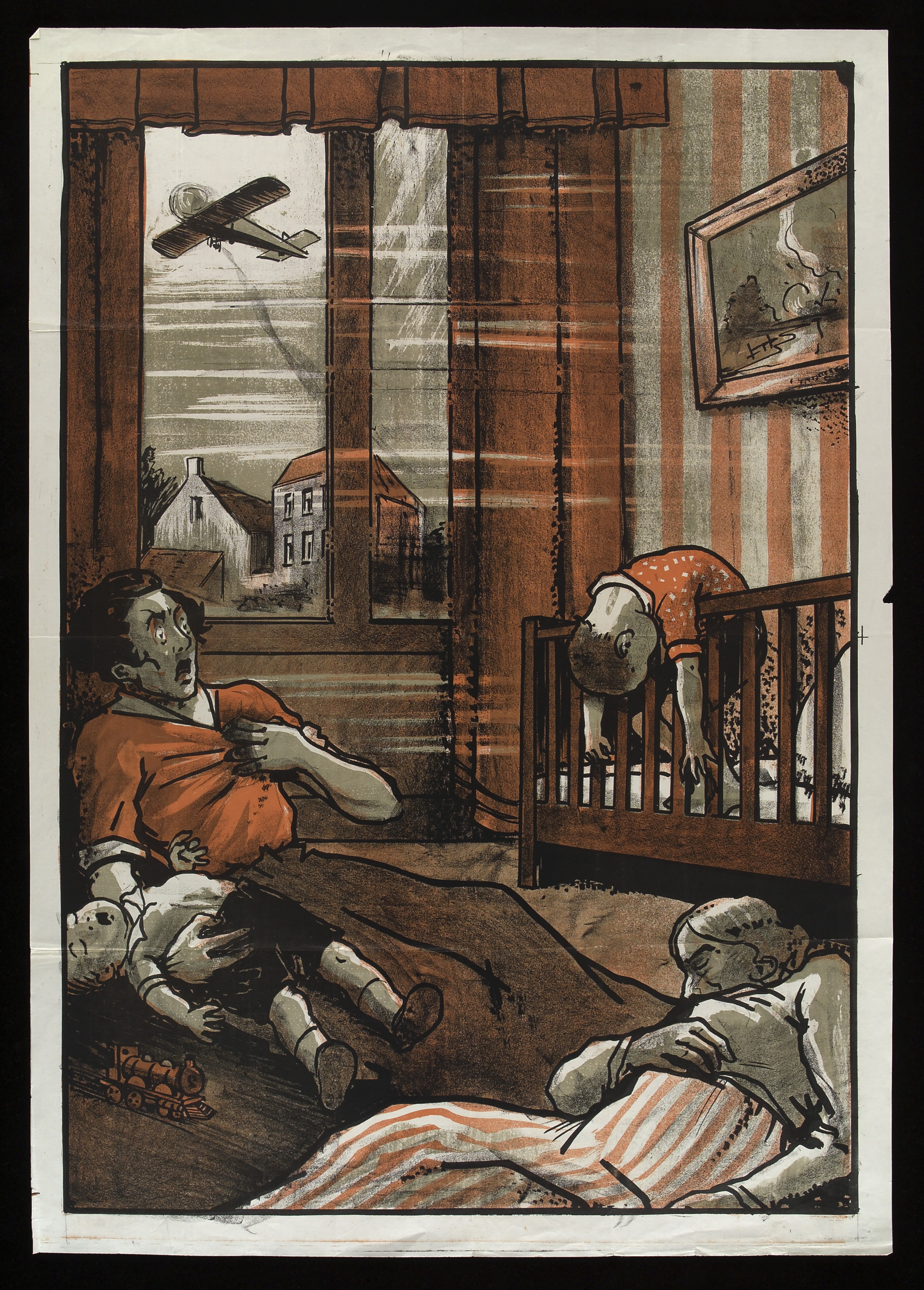
Une famille (deux adultes et deux enfants) morte ou mourante, les poumons brûlés, dans une pièce de sa maison à la suite de la dispersion dans l'air de gaz toxique par un avion.

Les « chimistes » et leurs prédécesseurs ont depuis des siècles joué un rôle dans les guerres, mais ce rôle était sans commune mesure avec celui qu'ils ont joué lors de la Première Guerre mondiale. Entre 1914 et 1918, l'industrie chimique s'est associée à l'industrie de l'armement et aux armées pour préparer et mettre en œuvre le premier usage massif et industrialisé d'armes chimiques, au point que Benjamin Harrow a pu écrire en 1918 que « les chimistes gagneront probablement cette guerre » (guerre par ailleurs parfois dénommée « guerre des chimistes »),,,,,,,,,.
Plus que toute autre innovation dans la Chimie, c'est sans doute la première utilisation de gaz toxique au combat (chlore, puis Ypérite et bien d'autres) qui a poussé les témoins et les historiens de la Grande Guerre à aussi qualifier ce conflit de « guerre des chimistes »,,, expression utilisée dès 1917, par exemple par Richard Pilcher (registraire et secrétaire de l'Institut royal de chimie), et encore récemment (2015) repris par Freemantle de la Royal Society of Chemistry et leurs séquelles, y compris en termes de munitions non explosées et de munitions immergées.

### Entre-deux-guerres
Parmi d'autres, Bernadette Bensaude-Vincent a montré qu'à cette période, l'industrie chimique a un urgent besoin de corriger l'image de la chimie dans le public et chez de nombreux élus. En effet, alors que se développent des mouvements pacifistes voulant faire de cette guerre « La Der des Ders », l'image de l'industrie chimique est fortement associée aux quatre pires années de guerre que l'humanité ait alors connues, à des explosifs toujours plus puissants, et surtout aux millions de morts et aux images de soldats aveugles, brûlés, cloqués ou asphyxiés par le chlore, l’ypérite, et d'autres gaz de combat (on montrera plus tard que l'ypérite était en outre cancérigène).
On ne parle pas encore de chimiophobie mais l'industrie chimique, conscience de la mauvaise image qu'elle s'est forgée, décide donc de stratégies de reconquête du public :
- dès 1919, elle crée, aux États-Unis la première association professionnelle de communication scientifique ; l'American Chemical Society crée le « News Service », la première agence de presse scientifique, qui a pour mission de présenter les avancées scientifiques et techniques de la chimie sous leur meilleur jour aux journalistes, conférenciers et vulgarisateurs… espérant qu'il relayeront une image de progrès et d'utilité publique vers la population générale ;
- pour redorer son image, l'industrie chimique s'appuie aussi sur un réseau de sociétés savantes ;
- les jeux de chimie offerts aux enfants sont conçus pour faire de même auprès des petits garçons et adolescents,
- une stratégie de vulgarisation qui, note Bensaude-Vincent, cherchait jusqu'alors à émerveiller et passionner, mais qui désormais « devient une activité professionnelle qui vise plus à exalter les prouesses de la science qu'à répandre les lumières » ; son nouvel objectif est comme l'a rétrospectivement montré l'historien des sciences Rydell[26] en 1985 « d'impressionner, de diffuser une image de pureté et de susciter le respect ».

En Amérique, ce vaste projet de relations publiques et de réhabilitation de la chimie semble avoir été surtout porté par l'American Chemical Society ; il sera notamment matérialisé en 1920 par la création aux États-Unis d'un « Science Service » destiné à éduquer et informer la presse (et au-delà les enseignants, le grand-public, sans oublier leurs élus et administrations). Ce centre est intellectuellement, matériellement et financièrement soutenu par diverses institutions scientifiques et par des industries chimiques comme DuPont, qui selon Rhees (1993) et Bensaude-Vincent « confondent volontiers information et propagande dans un concert de célébration de la vie moderne », comme l'ont montré Ehrardt en 1993 puis Bruce Lewenstein en 1995. Des vagues de campagnes quasi-publicitaires visent à regagner la confiance du public, via la construction et diffusion de portraits mythiques de grands savants présentés dans des conférences, magazines ou à la radio (comme de purs esprits vivant dans les hautes sphères commente Bernadette Bensaude-Vincent qui rappelle aussi le rôle joué par l'extraordinaire poids médiatique des « "cathédrales" de science des expositions universelles ou internationales » (La Follette, 1990). Dans les années 1930, un message implicite sous-tendu par ces expositions sera « On n'arrête pas le progrès », comme le montre le slogan choisi par l'exposition de Chicago (1933) : La science découvre, l'industrie applique, l'homme se conforme (« Science discovers, industry applies, man conforms ») reléguant le public à un rôle passif ; selon un auteur[réf. nécessaire], non seulement il est présupposément « en manque » de science, mais en outre privé de son exercice de jugement.
L'analyse a posteriori de cette « vulgarisation de masse » fait apparaitre un autre implicite : le public ne saurait « penser par lui-même les sujets qui relèvent de la science. Il vit dans une autre sphère, un autre monde, le monde de l'opinion qui est obstacle à la science. Cette reconfiguration du public qui le place sous tutelle des experts est favorisée par l'importance que prend la physique, dans la première moitié du XXe siècle. Elle devient la science modèle et inspire une épistémologie de la rupture ». Parmi d'autres, Gaston Bachelard (1938) s'en est fait le porte-parole :

« La science dans son besoin d'achèvement comme dans son principe, s'oppose absolument à l'opinion. S'il lui arrive, sur un point particulier, de légitimer l'opinion, c'est pour d'autres raisons que celles qui fondent l'opinion ; de sorte que l'opinion a en droit toujours tort. L'opinion pense mal ; elle ne pense pas : elle traduit des besoins en connaissances […]. On ne peut rien fonder sur l'opinion. Il faut d'abord la détruire. »

 Le scientifique et la science seraient neutres ; le profane serait soumis aux opinions.

### Seconde Guerre mondiale

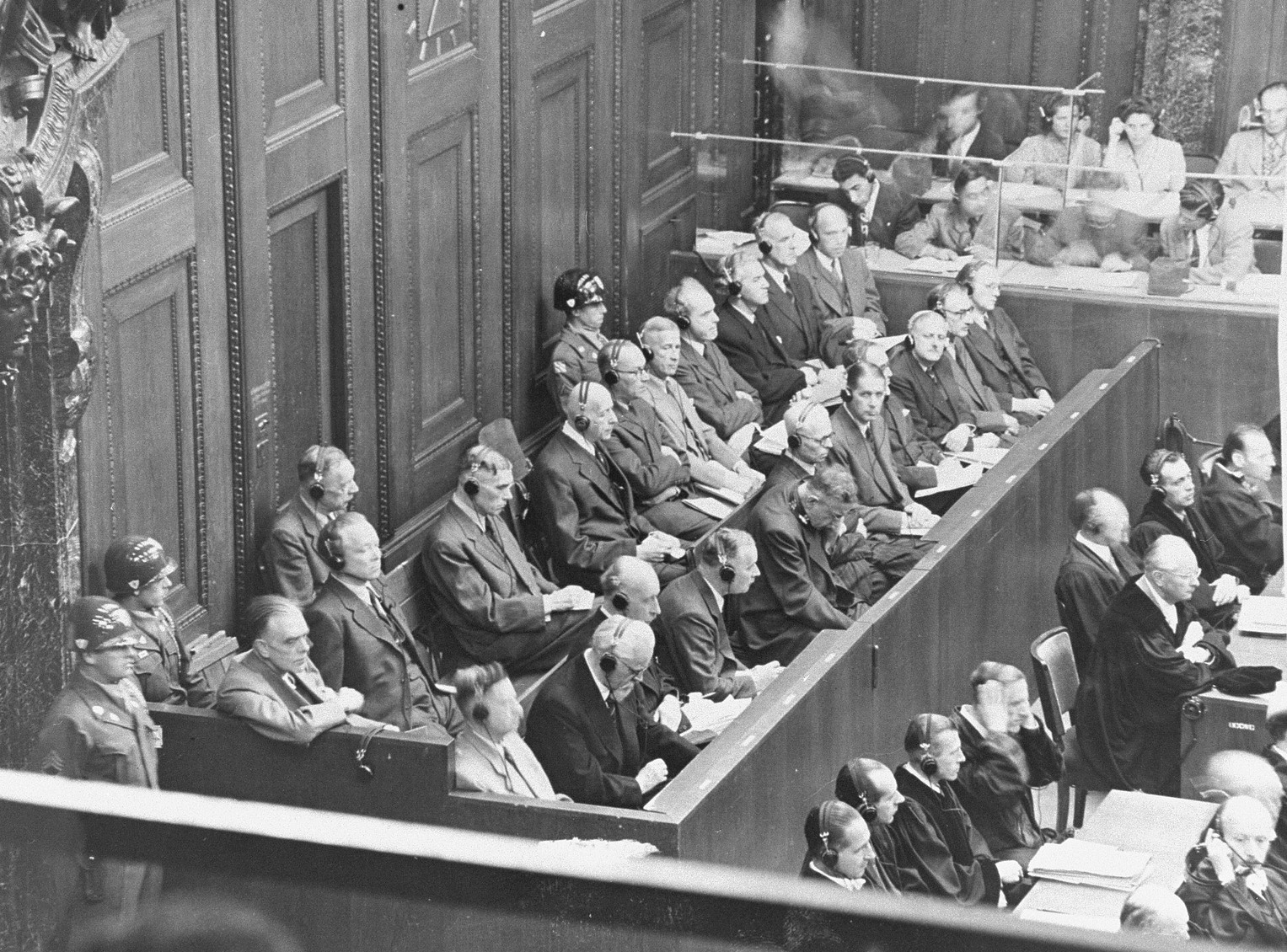
24 haut-responsables du conglomérat chimique IG Farben, ici dans le box des accusés le premier jour du Procès IG Farben (27 août 1947), l'un des procès de Nuremberg. Ils sont accusés de crime de guerre et de crime contre l'humanité.

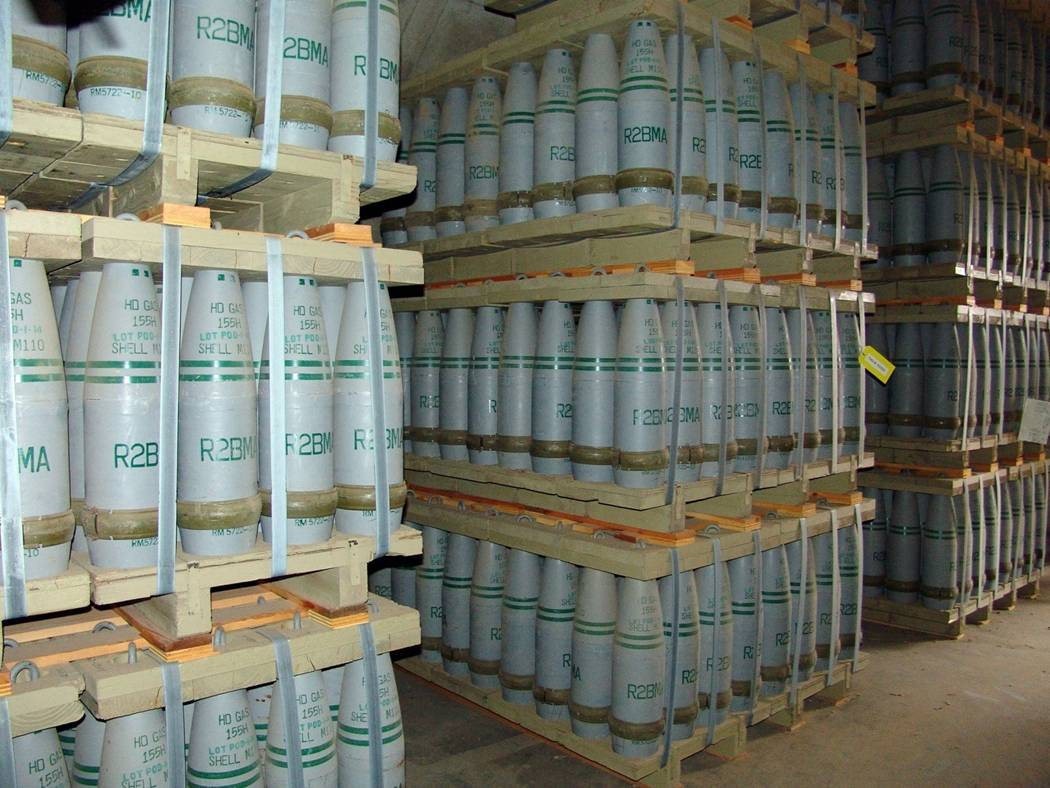
La Seconde Guerre mondiale et la guerre froide ont entretenu la course aux armements, y compris chimiques, qu'il faut ensuite coûteusement détruire. Ici : palettes d'obus d'artillerie de 155 mm chargés de gaz moutarde, ici dans une installation de stockage d'armes chimiques à Pueblo (État du Colorado, aux États-Unis), en attente de destruction. Tous les États doivent détruire tout leur stock d'armes chimiques jusqu'à ce qu'il n'en reste plus.

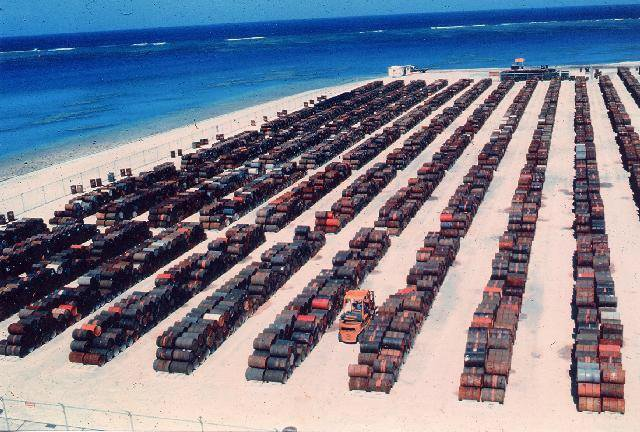
Stockage de bidons d'agent orange, produit chimique désherbant utilisé lors de la guerre du Vietnam par l'armée américaine (ici exposé à une corrosion accélérée par le embruns marins, Atoll Johnston vers 1973).

Lors de la Seconde Guerre mondiale, les chimistes jouent à nouveau un rôle majeur, mais plus discrètement que lors de la Guerre 14-18.
Les armes chimiques y sont peu utilisées (pas du tout en Europe), mais le grand public et les historiens n'oublieront pas le Zyklon B (originellement, un insecticide neurotoxique) vendu sans états d'âme aux nazis par IG Farben, et utilisé par les nazis dans leurs camps de concentration et d'extermination. Et, si les armes chimiques ont été peu utilisées dans ce conflit, on saura peu à peu qu'elles ont néanmoins été massivement produites et stockées, après avoir été « perfectionnées » par les chimistes de l'industrie (avec par exemple le tabun et le sarin, deux puissant neurotoxiques, mortels à faible dose).
Le Procès IG Farben (officiellement The United States of America vs. Carl Krauch, et al.) fut le sixième des douze procès pour crimes de guerre instruits après la fin de la Seconde Guerre mondiale dans le cadre du procès de Nuremberg. 20 des 24 accusés de crime de guerre étaient membres du Conseil exécutif, dont Carl Krauch, président du Conseil d'administration, et Hermann Schmitz, président du Conseil de direction. Les chefs d'accusation étaient les mêmes pour tous : planification, préparation et exécution de guerres d'agression ; exploitation, asservissement et extermination de travailleurs forcés ; mais aussi participation à une conspiration visant à commettre des crimes contre la paix, des crimes de guerre et des crimes contre l'humanité. D'autres accusations incluaient les expérimentations criminelles sur des êtres humains (dont les détenus des camps de concentration), la complicité dans le génocide, en particulier les gazages à Auschwitz et dans d'autres camps, ainsi que la fourniture de Zyklon B pour cela. Après les enquêtes et audiences qui se sont déroulées du 27 août 1947 au 30 juin 1948, sur 24 accusés, 13 ont été condamnés à des peines de prison, 10 ont été acquittés et un a été relâché pour raisons de santé, et IG Farben a été dissoute (par décret) en 1950 et démantelée en 1952. Ce verdict, particulièrement clément comparé aux autres procès et eu égard aux responsabilités du Groupe chimique a été expliqué par les obstructions aux enquêtes (la direction d'IG Farben avait détruit ou falsifié les archives du Cartel et par le fait qu'il a bénéficié de « soixante des meilleurs avocats d'Allemagne », qui ont basé leur système de défense sur le principe alors en vigueur que seuls les crimes individuels peuvent être poursuivis et que les cadres accusés de crime n'ont pas de sang sur les mains.
Le président de ce tribunal, le juge Josiah J.E. DuBois, a été l'un des procureurs en chef du procès de Nuremberg. Ce juriste auparavant spécialiste des trusts, y a été chargé du procès du cartel chimique allemand Ig Farben. Il a raconté son expérience en 1952 dans un livre intitulé Les chimistes du Diable ; 24 conspirateurs du cartel international Farben qui a manufacturé les guerres (The Devil's Chemists ; 24 conspirators of the international farine Cartel who manufacture wars). Il qualifie les hauts-responsables du cartel comme des « généraux en costar gris » qui lors du procès ont tous minimisé leurs responsabilités, affirmant ne pas avoir de sang sur les mains et n'avoir pas ou peu été au courant de ce que tramait Hitler avant le déclenchement de la guerre. Ils n'auraient fait que leur métier de chimiste : concevoir, produire et livrer des « produits commerciaux » pouvant par exemple « aussi bien servir à peindre une piscine qu'un pont d'un navire de guerre ».

En s'appuyant sur les minutes du procès, J.E. DuBois dira des responsables du cartel Ig Farben qu'ils se sont en fait « lavé les mains dans le sang », eux qui — dès avant la guerre — avaient mis au service d'Adolf Hitler toute la puissance de leur industrie, d'abord en finançant la campagne du futur dictateur, puis en contribuant (avec d'autres cartels industriels, de l'industrie métallurgique et de l'armement) au réarmement rapide et massif de l'Allemagne, préparant activement une guerre d'agression et non de défense, dont en créant des usines secrètes, via des sociétés-écrans et des hommes de paille.
(J.E. DuBois souligne que c'est le docteur en chimie Carl von Krauch lui-même, membre de l'Académie des sciences de Heidelberg (1942-1952) et de l'Académie Léopoldine, ancien cadre de BASF, devenu membre du directoire de supervision d'IG Farben qui a été le promoteur du plan de quatre ans préparant l'économie expansionniste et guerrière du Troisième Reich. Carl von Krauch, comme 23 de ses collègues, dont de nombreux chimistes sont ici accusés de crime de guerre et de crime contre l'humanité. Leur procès, dit Procès IG Farben a été mené dans le cadre du procès de Nuremberg. Ils y ont été très bien défendu par 60 des meilleurs avocats allemands, tous expérimentés. Krauch n'y sera condamné à six ans de prison. IG Farben qui a notamment fabriqué, parmi ses « produits commerciaux d'armement », les produits chimiques nécessaires à la fabrication du TNT, d'autres explosifs militaires et d'armes chimiques, s'est ensuite totalement impliqué dans l'effort de guerre, en tant qu'industriel, loin du front et à l'abri des combats, en amassant au passage beaucoup d'argent.
Chez BASF d'abord, dans la division de l'usine Schkopau de Ludwigshafen, chargée d'inventer de nouvelles armes chimiques, Otto Ambros (docteur en chimie, nazi, membre de la SS, a en 1934 contribué à inventer et militariser l'agent sarin (en 1938) puis le soman (en 1944). Recruté par Carl Krauch (ministre de Hitler, et l'un des dirigeants du conglomérat IG Farben) il devient l'un de ses conseillers. Otto Ambros dirige aussi les usines Farben de Dyhernfurth, où le sarin et le soman allemand sont fabriqués, et l'usine de Gendorf produisant le gaz moutarde. Il est arrêté par les Alliés en 1946 pour avoir testé des poisons et divers produits chimiques sur des détenus des camps de concentration d'Auschwitz. Au procès de Nuremberg, il n'est condamné qu'à huit ans de réclusion en 1948, avant d'être libéré de la prison de Landsberg en 1952.
Dans son livre, écrit à partir des notes prises durant le procès, DuBois livre ses réflexions sur le rôle particulier qu'a joué la Chimie dans l'industrie de l'armement et plus largement dans cette guerre, notant que ce sont des chimistes de haut niveau qui ont aussi permis que soit fabriquée la partie fissile, le cœur des bombes atomiques.

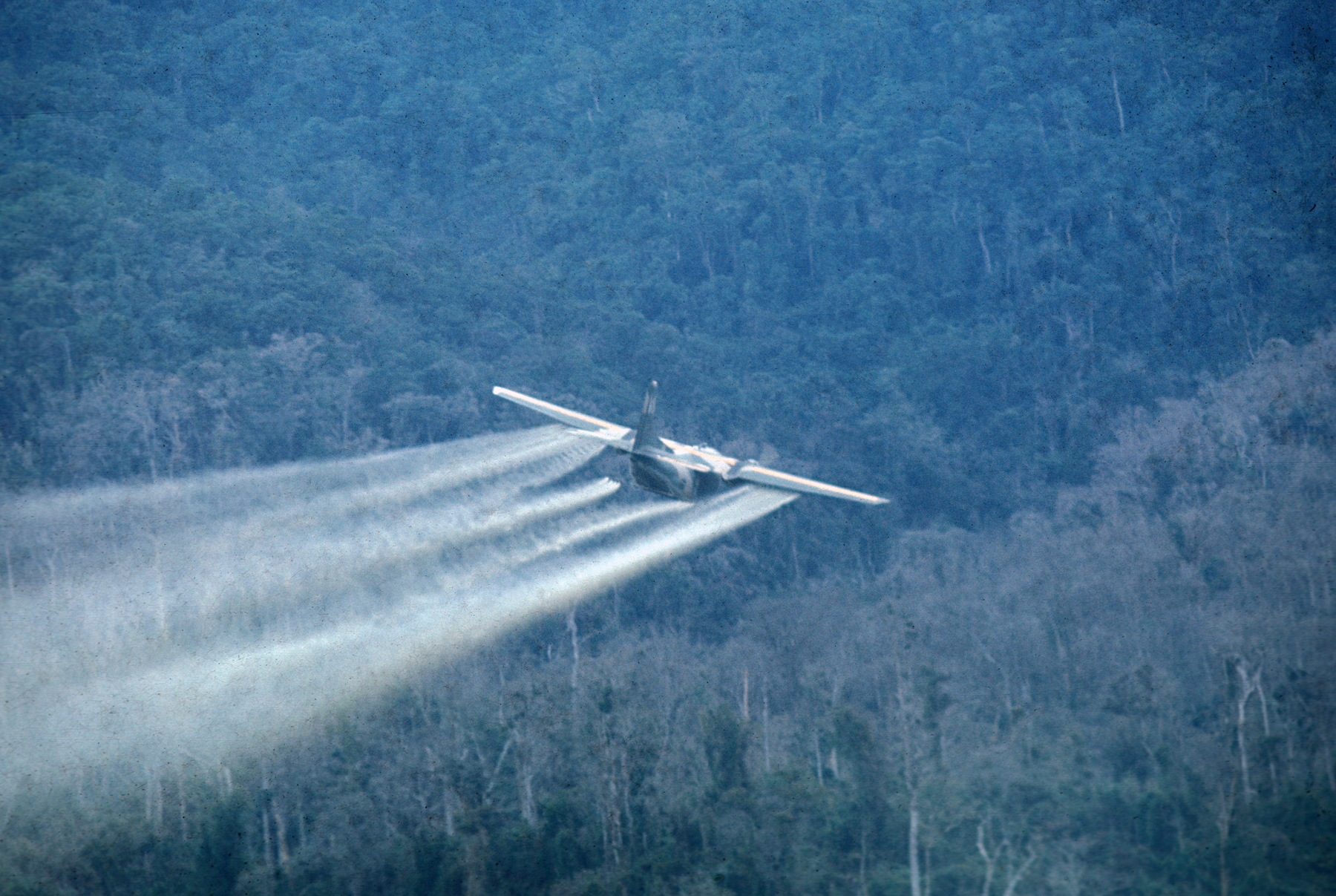
C-123 de l'USAF pulvérisant de l'agent orange sur la forêt vietnamienne durant la guerre du Vietnam (ici dans les années 1960).

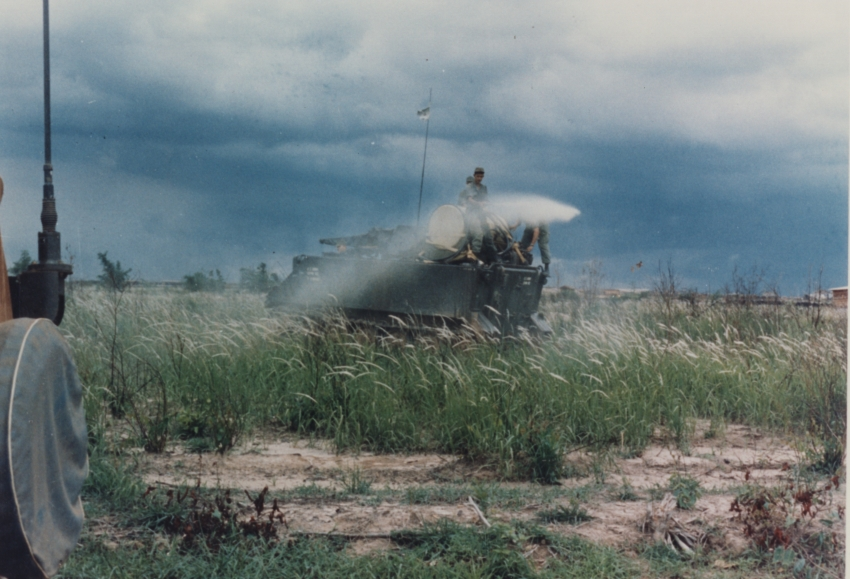
Les pulvérisation d'agent orange étaient parfois faites hors zones enforestées, ici par un véhicule blindé de transport de troupes de l'armée américaine (APC) (source : The Vietnam Archive, Texas Tech University & Archives nationales.

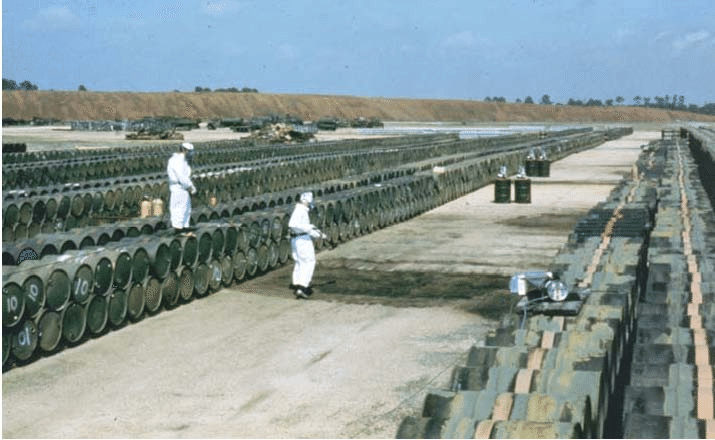
Inspection par lOccupation and Environmental Health Laboratory d'un stockage de bidons inutilisés d'agent orange, au Centre du bataillon de construction navale (NCBC) de Gulfport, en 1975 (source : USAF).

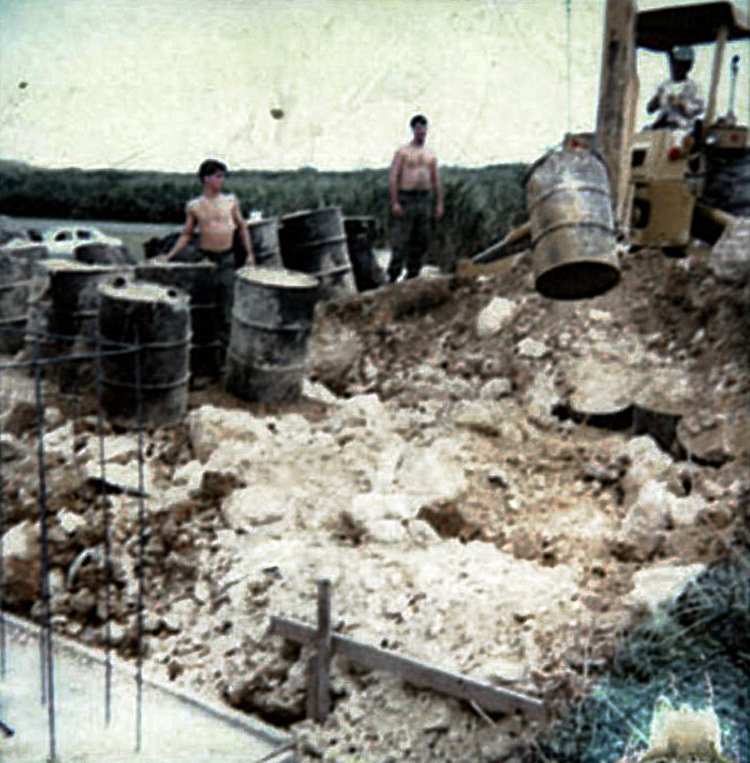
Séquelles chimiques de la Guerre du Viet-Nam : découverte (été 1981, sur l'ancienne base américaine de Futenma, au Japon) de plus de 100 barils barils d'agent orange, dégradés et fuyant, qui avaient été enfouis et oubliés.

À peine plus d'une décennie plus tard, la population vietnamienne, mais aussi le grand public, dans le monde entier, sont à nouveau marqués puis durablement choqués par les conséquences des pulvérisations aériennes par l'armée américaine d'environ 80 millions de litres de produits chimiques, dont 61 % sont l'agent orange, durant 10 ans (durant la guerre du Viet-Nam, de 1961 à octobre 1971). L'agent orange de Monsanto était un mélange à parts égales de deux produits chimiques aux propriétés herbicides : l'acide 2,4-dichlorophénoxyacétique (2,4-D) et l'acide 2,4,5-trichlorophénoxyacétique (2,4,5-T), ici utilisé comme défoliant chimique. Les conséquences des dioxines présentes en tant qu'impuretés dans ce mélange pesticide, encore aujourd'hui visibles au Vietnam, avec des malformations congénitales graves, se manifestant sur plusieurs générations, ont fortement marqué les esprits.
Depuis la guerre froide et encore de nos jours, la chimie est associée aux risques NRBCE, c'est-à-dire nucléaire, radiologique, biologique, chimique et explosif, qu'elle a créé et qu'elle contribue à contenir avec les contre-mesures (décontaminants, anditotes, médicaments, détecteurs de produits toxiques, vaccins). Ce risque s'est en outre intégré au risque terroriste,.
Mais d'autres sources de défiance à l'égard de la chimie industrielle et de certains de ses produits ont été citées, dont notamment de grandes catastrophes industrielles (ex. : catastrophe de Minamata), la contamination de Times Beach, les suicides par ingestion de produits chimiques et empoisonnements par des aliments traités par des pesticides (3 millions d'intoxications aiguës par des pesticides par an, dont 9 % mouraient ; 220 000 morts par an en 1992, ce à quoi il fallait ajouter plus de 700 000 personne souffrant d'intoxication chronique repérée (OMS, 1990) ; 500 morts en 1971 en Irak à cause de graines traitées par un fongicide ; OMS, 1992) ; la catastrophe de Seveso, la Catastrophe de Bhopal ou de nombreux accidents graves ayant impliqué le nitrate d'ammonium (dont l'explosion du contenu du cargo Grandcamp qui a tué plus de 580 personnes, l'explosion de l'usine AZF de Toulouse qui a fait 10 000 blessés environ, puis les explosions au port de Beyrouth en 2020). Dans les années 1970 et 1980 particulièrement, la télévision a aussi relayé dans le monde les images marquantes de nombreux naufrages et déversements pétroliers, un pétrole dont une partie devait alimenter la carbochimie. Le scandale de l'amiante et de son comité permanent amiante, loin d'être terminé, comme le montre un documentaire récent (2022) d'Arte diffusé en 2022 en est un autre exemple.

Des dizaines de scandales sanitaires, médicamenteux (ex. : distilbène, toxique in utero, et avec des effets sur au moins 3 générations à ce jour) et alimentaires ont impliqué ou impliquent encore de graves contamination par des produits chimiques et/ou des fraudes et adultérations de produits à grande échelle. La croissance de la quantité (tonnage) et du nombre de drogues dures mises en circulation n'aurait pas pu se faire sans l'aide de chimistes.
Tous ces faits ont probablement créé puis exacerbé une grande partie de la prudence ou la méfiance du public et de nombreux élus face aux produits chimiques, mis sur le marché et/ou présentés comme miraculeux puis s'avérant plus ou moins rapidement nuisibles, rétrospectivement ensuite perçus comme remède pire que le mal, notamment source d'allergies, d'asthme, de troubles mentaux et/ou de malformations congénitales, de micro- et nanoplastiques et de bien d'autres pollutions, de « chimiorésistance » (dont antibiorésistance, Résistance aux pesticides), d'accumulation de plastique dans les océans, etc. ou simplement de produits utilisés ou détournés à mauvais escient ou pour produire des gadgets inutiles et polluants. Enfin des centaines de millions de gens connaissent ou ont connu la proximité de friches industrielles, d'anciennes décharges, halles, terrils et crassiers, sols, eaux, air, jardins pollués plus ou moins durablement par les industries minières et chimiques.
En 2013, le professeur Gordon W. Gribble estimait que le début de la « chimiophobie » contemporaine pourrait sans doute être attribué à un point de bascule correspondant à la publication du livre Silent Spring de Rachel Carson.
Le public n'ignore pas ce qu'il doit à la Chimie, mais il a aussi vu et goûté ses effets négatifs (externalités négatives). Il n'est pas aussi crédule, ignorant ni peut-être aussi malléable aux effets de publicité que le pensent les groupes de pression de l'Industrie chimique. Le public n'est pas tant phobique à l'égard de la chimie, qu'à l'égard de ses effets négatifs.
Le grand-public n'a sans doute pas eu conscience que les usines de guerre produisant les nitrates des explosifs et poudres de munitions se sont vite reconverties en usines d'engrais azotés et phosphorés, et que dans le même temps, l'industrie secrète des gaz de combat s'est reconvertie en industrie des pesticides. Mais il peut difficilement ne pas voir une partie des effets négatifs de la chimie mise au service de la production de masse et d'une société de consommation.

« Si l’administration massive de gaz ou pesticides associa la chimie à une puissance aveugle, brutale et stupide, si la consommation en masse de produits jetables associa la chimie à l’immoralité, aux notions de vanité, de superficialité et d’inauthenticité, alors, pour changer l’image de la chimie, n’est-il pas raisonnable de changer les pratiques de synthèse, de production et de commercialisation ? C’est moins la chimie elle-même qui est en cause que le système économique et social dans lequel elle s’est développée. Le temps des croisades où les compagnies chimiques redoraient leurs blasons en finançant des campagnes publicitaires est donc révolu. La stratégie des chimistes honteux qui tentent de cacher sous des périphrases la réalité de leur production en éliminant le mot « chimique » de leur slogan parce qu’il semble maudit du public paraît tout aussi naïve. Elle revient toujours à traiter le public comme une masse de consommateurs crédules qui se laisse aisément duper. »

La perception de la chimie par le public est aussi influencée par la manière dont les chimistes se perçoivent. Peu de données étaient disponibles à ce sujet, mais une étude de 2007 a porté sur ce point (voir ci-dessous).

## Histoire de la perception des chimistes par eux-mêmes
Le monde de la chimie comprend un nombre croissant de disciplines mais peut être grossièrement partagé entre des enseignants (physique-chimie souvent sauf dans les études supérieures), des chercheurs (laboratoires public et privés) et des ingénieurs et industriels qui notamment développent les nouvelles applications de produits chimiques (on parle de milliers de molécules nouvelle « inventées » chaque jour.
G.H Ehrardt (1993) observe qu'entre 1915 et 1948, en termes d'image, le chimiste semble souvent se sentir ou vouloir se présenter comme démiurge ; lors des expositions universelles, internationales, conférences et dans les articles produits vers le grand public, ce qu'on appellerait aujourd'hui le story-telling de la chimie semble classer les chimistes et les entreprises chimiques (corporates) parmi les descendants de Prométhée (le dieu transmetteur du feu, feu civilisateur mais aussi dangereux ami).
Selon Pierre Laszlo (2007), en termes d'image de soi, les chimistes forment cependant dans la population un groupe « très homogène, voire grégaire. Ils se perçoivent comme des créateurs, des bienfaiteurs de l'humanité, des artisans perpétuant une tradition de mains intelligentes et préservant, même à l'époque de la Big Science, un profil relativement low-tech ». Et ils ont en commun certaines forces conservatrices probablement induites par le langage commun de la chimie, celui des formules structurelles incomprises par une grande partie de la population, renforcée par la durée de leur apprentissage qui contribue à un sentiment d'élitisme, et selon Laszlo par une fréquente phobie des mathématiques.

Le stéréotype du savant fou ou de l'apprenti sorcier susceptible de faire exploser leur laboratoire, polluer l'environnement ou fabriquer des poisons ou des armes chimiques, souvent repris dans les romans, BD et films n'est pas anodin. Selon Pierre Laszlo, ce stéréotype n'est pas né de rien ni sans fondements, et ceux des chimistes qui le jugent uniquement caricatural, renforcent leur bonne conscience et celle de leur communauté et risquent de mal comprendre l'image que le secteur de la chimie donne hors de lui-même.

Néanmoins, des années 1950 aux années 2010, les chimistes ont aussi montré une grande capacité d'adaptation, par exemple face aux chocs pétroliers, à l'explosion de la biochimie et aux bouleversement de l'informatique et d'autres outils ayant contribué moderniser ce secteur. Durant ce demi-siècle, ils ont été confortés par un financement croissant de leur activité (qui peut être une marque d'intérêt de la part des mondes économique, industriel, financier et politique), et pour certains motivés par les nouveaux défis de la chimie verte et de la biomimétique, mais ils peuvent aussi être frustrés par une reconnaissance qu'ils jugent insuffisante de la part du public pour leur science, leur métier et ses applications techniques ou commerciales.
Le travail de popularisation de la chimie est partagé entre les enseignants et enseignants-chercheurs en chimie, des sociétés savantes, des profanes passionnés par le sujet ou par la vulgarisation, et d'autre part par l'industrie chimique, l'industrie de l'alimentation, l'industrie agrochimique et ses organes de lobbying ou d'informations qui ont créé et/ou financent de nombreux site internet. Il s'appuie sur des techniques de communication scientifique et technique directes, tournées vers un public élargi ou sur des messages directs ou plus subliminaux ciblant des publics particuliers (journaliste, élus, législateurs, fonctionnaires, régulateurs, enseignants, enfants, ONG...), sur la publicité, et, comme pour d'autres sciences, il s'apparente parfois à une « autobiographie » de cette discipline, avec les biais que l'on peut trouver dans une autobiographie. Il présente volontiers une « chimie qui guérit » Dans l'esprit public et individuel, la Chimie est à la fois un territoire industriel dont le produit ont envahi la vie quotidienne, et l'un des « territoires scientifiques » de la culture et de la formation. Des chercheurs, comme Olivier Las Vergnas (2017) ont montré que la répétitions des discours sur la culture scientifique et technique influe les préconisations et catégorisations relatives aux cultures scientifiques, techniques et industrielles, dont en France, en séparant bien les filières scientifiques des autres filières,, depuis les années 1960 environ,.
Face à un produit chimique courant ou d'usage professionnel auquel elle a développé une allergie, une personne peut développer une phobie à son égard
Concernant le cas particulier de la perception du produit chimique dangereux par les ouvriers de la chimie, le sociologue Denis Duclos a montré en 1987 que le degré de vigilance face aux dangers n'est pas une fonction directe de leur réalité, ni de l'information dont on [l'ouvrier, via l'étiquetage, les guides de bonne pratique ou sa formation] dispose sur eux. L'attitude face aux risques apparaît comme socialement construite.

## Chez les enfants
On ne nait pas « chimiophobe ».

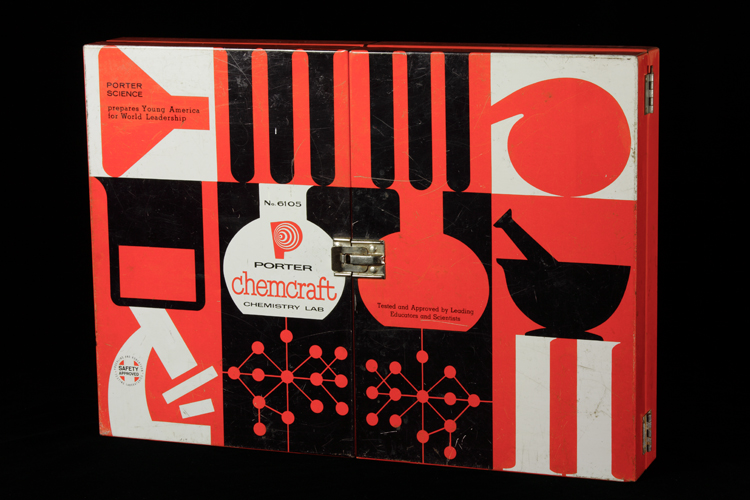
Jeu éducatif de chimie pour enfant (Porter Chemcraft Senior Set), daté de 1957 (Science History Institute).

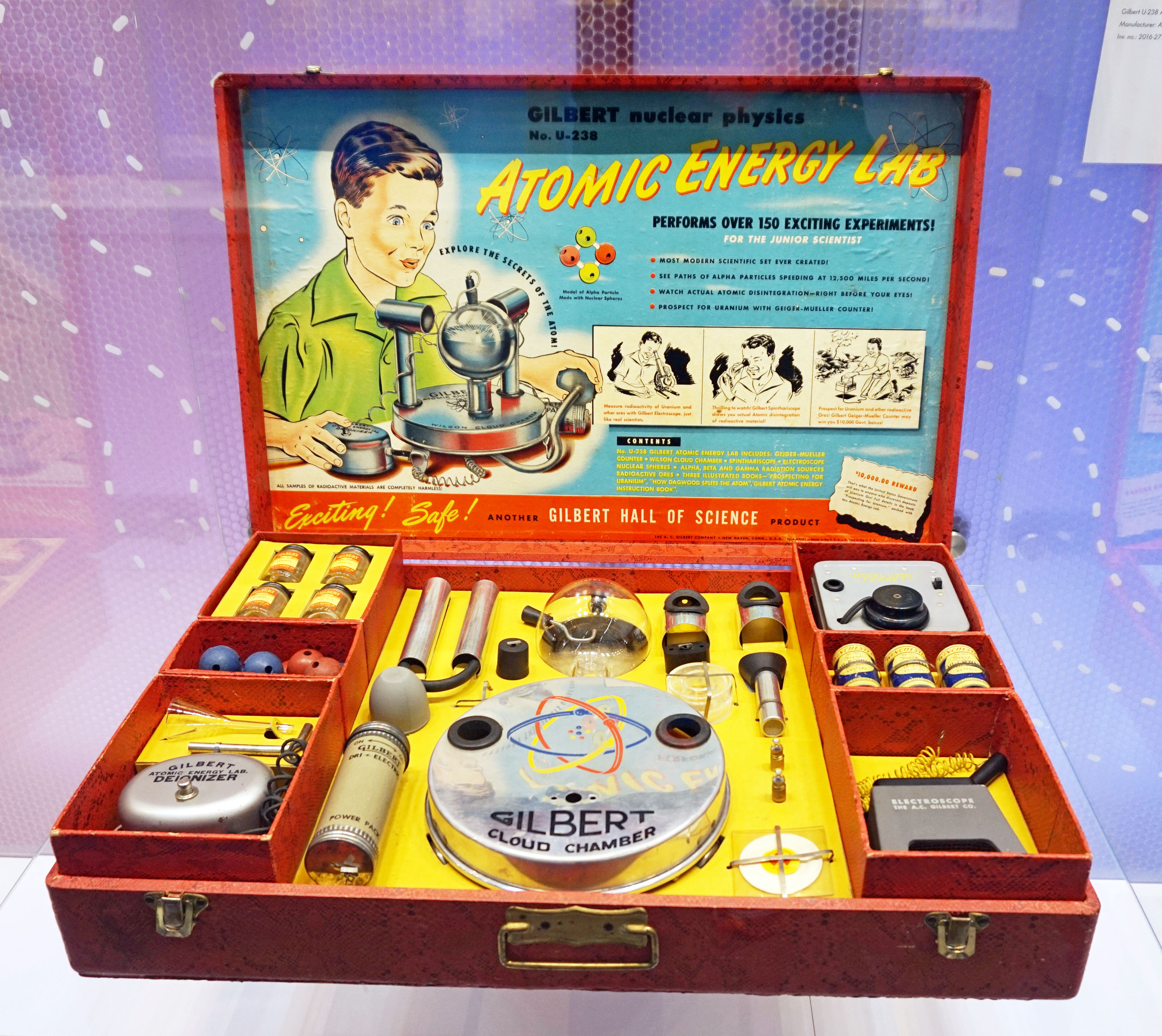
Le laboratoire portable pour enfant « Gilbert U-238 Atomic Energy Lab», dans sa boite en métal.
Contenu : Po210 (fil) ; 4 flacons en verre contenant des minerais radioactifs (U238) (autunite, torbernite, uraninite et carnotite de la « région du plateau du Colorado ») ; du Pb210 comme source bêta-alpha, une source bêta pure (Ru-106 probablement), du Zn-65 comme source gamma ; un livret de 60 pages écrit par le Dr Ralph E. Lapp (membre du Manhattan Project) Learn How Dagwood Split the Atom ; une bande dessinée expliquant la radioactivité, écrite avec l'aide du général Leslie Groves (directeur du Projet Manhattan) et de John R. Dunning (physicien ayant confirmé la fission de l'atome d'uranium) [11][12] ; un livret Prospecting for Uranium daté de 1949 co-publié par la Commission de l'énergie atomique et le United States Geological Survey.

Depuis plus de deux siècles et notamment de la fin du XIXe siècle aux années 2000-2010, des jeux éducatifs ou boîtes de chimie sont destinés à faire connaître et aimer la chimie aux enfants. Ils existent dans les pays dits « développés » et semblent toujours populaires comme cadeaux (de fêtes et d'anniversaire..). Il comptent parmi les « standard de l'éminence scientifique » parmi les jouets se voulant à la fois récréatifs et éducatifs. Ils contribuent à l'image et à l'idée que se fait le jeune public vis-à-vis de la chimie. Ce sujet semble avoir été très peu étudié par l'Histoire des sciences notait en 2009 Salim Al-Gailani, mais il est abordé par l'Histoire du jouet et de l'éducation.
Au début du XXe siècle, ces jeux ont plutôt prolongé la tendance de l'époque victorienne associant, divertissement, magie et connaissance de certains produits chimique à l'expérimentation de quelques réactions chimiques. Ainsi, dans son livre English men of science: Their nature and nurture (1874), Francis Galton présente-t-il le jeu de chimie comme ayant fonction d'initiation ou de point de départ à une carrière scientifique, note Salim Al-Gailani.
En raison des produits très acides, basiques ou corrosifs qu'ils contiennent parfois, ces jeux inquiètent certains parents comme en témoigne un courrier envoyé au Times en 1903, « la mise entre les mains de jeunes garçons d'ingrédients tels que le chlorate de potasse, le soufre, etc., doit toujours être déconseillée comme une procédure dangereuse et tentante » (Leigh, 1903, p. 8 cité par Salim Al-Gailani, 2009). Des « laboratoires portables » et même des « armoires à produits chimiques » pour enfant ont même été vendues à partir des années 1830.
Ce dernier a publié en 2009 une étude basée sur les jouets scientifiques dédiés à la chimie, fabriqués en Grande-Bretagne et aux États-Unis, où vers 2005-20010 deux marques américaines dominaient le marché : A. C. Gilbert Company (créée par Alfred Gilbert) et Porter Chemical Company (en).
Ces jouets se sont modernisés et le contenu des livrets, images et publicités laisse penser, selon Salim Al-Gailani (Département d'histoire et de philosophie des sciences à l'université de Cambridge), que les industriels ont peu à peu abandonné les aspects d'émerveillement (« magie chimique ») et de pédagogie de la démystification par l'expérimentation, au profit du "rôle de la chimie dans la création d'une nouvelle génération de scientifiques". S'ils ont récemment, ils ont parfois intégré une dimension de citoyenneté ou d'écocitoyenneté, ces jeux semblent encore refléter des orientations sous-jacentes et des stratégies de marques visant encore un public plutôt masculins.

## État des lieux pour les années 2010
Une étude (2019), conduite par Angela Bearth et Rita Saleh à l'École polytechnique fédérale de Zurich, a interrogé 5 631 personnes de Suisse et de sept pays de l'Union européenne, concluant que :
- les connaissances du public en chimie sont encore faibles ;
- la dichotomie entre « chimique » et « naturel » est très courante : 82 % des interrogés voient une différence entre le sel (NaCl) synthétique et celui extrait de la mer ;
- la notion de relation dose-effet[54] (base ancienne de la toxicologie, mais qui n'est pas toujours valable en situation de synergie toxique ou dans le cas de perturbateurs endocriniens) est presque inconnues ;

L'une des auteures, Rita Saleh, a l'année suivante (2020) publié une thèse de doctorat en science intitulée « La chimiophobie aujourd'hui : déterminants, conséquences et implications pour la communication des risques », financée par le Consumer Behavior Group de l'ETH Zürich, basée sur un évaluation empirique de la « peur irrationnelle » des personnes sondés (que l'auteure envisage en tant que « consommateurs ») à l'égard des produits chimiques. Selon l'auteure, l'expression « produits chimiques » tendait à être associée à des items ou images négatifs (mort et poison par exemple) mais aussi à des affects négatifs et semble souvent associée à lusieurs idées, fausses selon l'auteure, concernant les principes toxicologiques de base (par exemple, l'insensibilité à la dose-réponse). Ces idées « fausses », et une association aux questions de santé, semblaient être, selon Rita Saleh, « les déterminants les plus importants et les plus constants de la chimiophobie », alors que le degré de confiance dans les régulateurs ne s'est pas avéré lié à la chimiophobie, et ce, quel que soit celui des huit pays européens étudiés.

Rita Saleh en déduit que la chimiophobie affecte l'acceptation des produits chimiques par le public, mais aussi, réduit l'acceptation des technologies en général (les chimiophobes seraient ainsi également plus susceptibles de rejeter les pesticides et les modifications génétiques de végétaux (OGM) comme moyen de protéger les cultures ; rejet qui « pourrait être dû au faible degré de naturalité perçu des deux types de mesures ». La « chimiophobie » n'est pas un état psychopathologique mais plutôt « une peur irrationnelle d'entités perçues comme synthétiqueS » (c'est-à-dire selon elle « caractérisée par un ensemble d'idées fausses concernant les risques des produits chimiques naturels et synthétiques ». Mais, ajoute-t-elle, les différences régionales et certains facteurs psychologiques (par exemple, les croyances idéationnelles) doivent être pris en compte « si l'on veut assurer le succès de la stratégie de fourniture d'informations ».
En 2019, Christophe Cartier dit Moulin (chargé de communication de l'Institut national de chimie CNRS) en déduit que ce manque de connaissances de base instaure une méfiance et c'est le facteur décisif dans la « chimiophobie », même si d'autres éléments entrent aussi en ligne de compte. Ceci expliquerait, selon lui, que « quels que soient les modes de communication mis en place, l'image de la chimie reste mauvaise, même quand les différents acteurs du domaine mettent, par exemple, l'accent sur une chimie écoresponsable ».
L'arrivée du deep learning et de l'intelligence artificielle dans ce secteur ouvre aussi de nouvelles perspectives, notamment pour la chimie computationelle et la chimie quantique, à la fois enthousiasmantes et peu rassurantes si elles ne sont pas associées à une éthique rigoureuse et prudentielle.

## Aspects médico-sociopsychologiques
Malgré son suffixe -phobie, la majorité des écrits sur la « chimiophobie » la décrit comme une aversion ou un préjugé non clinique, et pas comme une phobie au sens médical du terme.
Dans de rares cas, elle peut déboucher sur des troubles alimentaires et nécessiter des soins (psychothérapie)
Selon les auteurs proches du monde industriel et/ou de l'éducation, la « chimiophobie » telles qu'ils la perçoivent dans la population générale pourrait et devrait être traitée par l'éducation à la chimie,,, et par la sensibilisation des médias et du public,,. On[réf. nécessaire] estime que l'enseignement des notions de base de la toxicologie et de la chimie pourrait se traduire en France par une réhabilitation de l'enseignement de la chimie, trop souvent présentée comme une sous-discipline de la physique.
En 2001, André Rico et Roger Monier) dans un article intitulé « Chemo-defence system » publiés par l'Académie des Sciences insistent sur le fait qu'un peu de la même manière que le système immunitaire protège contre les microbes, il existe dans le monde animal un « système de chimio-défense protégeant les êtres vivants des innombrables toxiques chimiques naturels ou de synthèse présents dans leur environnement », système néanmoins immature chez les jeunes et caractérisé par une inductilité, une non-spécificité ou spécificité, et une saturabilité. Ce système expliquerait selon lui les effets « des faibles doses », concept, d'hormesis) et d'action protectrice d'un régime végétarien, en particulier contre le cancer. Selon André Rico (2001), « finalement, il apparaît que la vie est bien protégée des toxiques chimiques par son système de chimio-défense apparu très tôt sur terre avec les premiers organismes vivants » concluent les deux auteur qui regrettent « une chimiophobie de la société », infondée selon eux, et si « les pesticides sont pour la grande majorité d'entre eux des médicaments des plantes. Leur utilisation améliore quantitativement et qualitativement les productions végétales. Cependant, cette utilisation pose un problème en ce sens que les traces de ces produits dits résidus peuvent exister dans les denrées livrées à la consommation. Le problème qui se pose est donc celui-ci : quels risques les résidus de pesticides constituent pour les consommateurs de denrées "contaminées" ? ».
Selon les auteurs proches du monde industriel et/ou de l'éducation, la chimiophobie telles qu'ils la perçoivent dans la population générale pourrait et devrait être traitée par l'éducation à la chimie,,, et par la sensibilisation des médias et du public,,. L'enseignement des notions de base de la toxicologie et de la chimie pourrait se traduire en France par une réhabilitation de l'enseignement de la chimie, trop souvent présentée comme une sous-discipline de la physique.

## Effets
Divers auteurs ont suggéré que la « chimiophobie » peut être reliée à :
- un attrait pour les médecines alternatives (ex. : homéopathie), et aux médecines traditionnelles ainsi qu'à leurs tradicaments, notamment là où elle était encore très présente (ex. : île Maurice)[64] ;
- une préférence pour l'alimentation bio, végan, locale et achetée chez le producteur ou via une AMAP, etc. ;
- une hésitation ou un refus vis-à-vis de la vaccination[65].

## Points de vue
Selon Sophie Chauveau, Bernadette Bensaude-Vincent (chercheuse en philosophie des sciences et technosciences à l'Université Paris Ouest, et qui en 2014 analysait la Chimie contemporaine comme technoscience), dans son livre « Faut-il avoir peur de la chimie ? » estime que la chimie contemporaine, bien que souvent perçue comme science secondaire si ce n'est auxiliaire, fait peur à cause de ses rapports ambivalent à la nature, à la réalité et au Vivant. Son histoire et son épistémologie montrent qu'il y a parfois eu confusion entre chimie et alchimie et qu'après avoir mis en cause les religions et l'ordre de la création, puis de mieux en mieux expliqué la matière du monde, et est devenue tout à la fois une science de la matière et des éléments, une technique de production et un secteur industriel particulièrement mondialisé dont les produits sont omniprésents. 
 Plus que jamais, « elle remet en question le partage entre la nature et l'artifice », car capable de créer des millions de molécule (ce qu'elle fait à un rythme sans précédent, incontrôlable, y compris pour des molécules n'existant pas dans la Nature), elle a permis l'essor de l'industrie pharmaceutique, des pesticides, puis biotechnologiques et des nanotechnologies, dont les possibles effets écologiques et sanitaires peuvent à juste titre inquiéter le public. Ce n'est pas le savoir théorique de la Chimie qui est craint ; ce sont d'éventuels usages irresponsables, par exemple en termes de synthèse chimique et la manipulation moléculaire susceptibles de poser problème (toxicité, écotoxicité, mutagénicité, cancérogénicité…) en modifiant, éventuellement irréversiblement le Vivant (« c'est l'une des formes les plus concrètes des inquiétudes que suscite la chimie »). Ses usages possibles semblent potentiellement infinis, parfois dangereux, avec une relation complexe à l'éthique (qui ne semble pas avoir progressé dans cette discipline autant qu'elle l'a fait dans le domaine de la bioéthique). Enfin, la notion de preuve, en chimie, recourt à la fois à la théorie et à l'abstraction, ce qui ne la met pas à la portée des non-spécialistes. Et l'invisibilité de nombre de ses produits, le brevetage, le secret industriel et le secret des affaires rendent l'industrie de la chimie parmi les plus opaques pour le public. 
Pour Bernadette Bensaude-Vincent, les chimistes ont développé leur propre philosophie de la matière, et, avant d'autres, une certaine conception de la gestion du risque (basé sur les enseignement tirés d'accidents et empoisonnements parfois mortels).

On peut s'interroger sur les évolutions de perception de la chimie (par les chimistes, et par le grand-public) dans les relations que cette science entretient avec le réel et le réalisme, ainsi qu'avec le progrès et le positivisme. Chez une même personne, l'enthousiasme pour les progrès de la chimie peut coexister avec l'inquiétude provoquée par la pollution ou les effets inattendus, qui semblent si souvent découler de l'usage des produits chimiques et de sa contribution à l'artificialisation du monde. Alors qu'une demande pour une chimie plus verte et bioinspirée, qui, a priori, ferait moins peur, semble aussi se consolider dans le public.
Selon Bernadette Bensaude-Vincent (2010), après le siècle des lumières et de l'encylopédisme, ce fut la science populaire, puis au XXe siècle la vulgarisation scientifique, qui ont « réglé les rapports entre science et public ». La vulgarisation de la chimie et des autres sciences est aussi « un compte rendu aux contribuables qui, par l'intermédiaire des États, financent la recherche », et elle s'est inscrite « dans un régime de savoir qui valorise l'autonomie des sciences tout en les plaçant sous tutelle des États qui les financent et les orientent. En assumant l'existence d'un fossé grandissant entre science et société, elle contribue à l'autonomie de la science et à sa sacralisation (…) elle maintient les citoyens en position de spectateurs passifs d'une dynamique qui leur échappe et sur laquelle ils ne peuvent influer. D'autres modèles de rapports entre science et public sont pensables et possibles ». Face au vertige des technosciences, la science ouverte, les sciences citoyennes et la science participative semblent être des modèles émergents.
L'Américaine Michelle Francl, enseignante et spécialiste en chimie computationelle et en chimie quantique, est membre actif de l'American Chemical Society, du comité de rédaction du Journal of Molecular Graphics and Modelling, autrice d'un guide de survie pour la physique-chimie (The Survival Guide for Physical Chemistry) et nommée (en 2016) l'un(e) des neuf chercheurs/euses auxiliaires de l'Observatoire du Vatican). Elle dénonce une culture devenue « chimiophobe » où le produit chimique est devenu synonyme d'artificiel, et souvent de frelaté, dangereux ou toxique. Cette « chimiophobie » est « plus proche du daltonisme que d'une véritable phobie » car les « chimiophobes » sont « aveugles » à la plupart des produits chimiques qu'ils rencontrent : chaque substance de l'univers est en effet de nature physicochimique. 
En termes de perception des risques, les éléments physico-chimiques naturels nous semblent souvent plus sûrs que des produits synthétiques, et paradoxalement selon elle, on craint parfois des produits chimiques fabriqués par l'homme, tout en acceptant plus facilement des éléments ou molécules naturels pourtant reconnus dangereux ou toxiques,.
Cette attitude a conduit selon Michelle Francl à ce que des populations s'opposent à la fluoration publique de l'eau « malgré des cas documentés de perte de dents et de déficit nutritionnel » ajoute-t-elle.

## Cancérogénicité
Dans les années 1980, le Carcinogenic Potency Project a été créé aux États-Unis, au sein du réseau de bases de données Distributed Structure-Searchable Toxicity (DSSTox) de l'EPA. Il teste peu à peu la cancérogénicité d'un nombre croissant de produits chimiques (naturels et synthétiques), et ses données alimentent une base de données ouverte, comblant progressivement les lacunes de connaissances sur la cancérogénicité des produits chimiques, naturels et synthétiques.
En 1992, dans la revue Science les scientifiques menant ce projet écrivaient :

« L'examen toxicologique des produits chimiques synthétiques, sans examen similaire des produits chimiques qui se produisent naturellement, a entraîné un déséquilibre à la fois dans les données et la perception des cancérigènes chimiques (...). Des comparaisons doivent être faites entre produits chimiques naturels aussi bien qu'avec des produits chimiques synthétiques.
1. La grande proportion de produits chimiques auxquels les humains sont exposés sont produits naturellement. Néanmoins, le public tend à considérer les produits chimiques comme uniquement synthétiques et à penser que les produits chimiques synthétiques sont toxiques malgré le fait que chaque produit chimique naturel est également toxique à une certaine dose (…)
2. On a souvent supposé à tort que les humains ont développé des défenses contre les produits chimiques naturels de notre alimentation mais pas contre les produits chimiques synthétiques. Cependant, les défenses que les animaux ont développées sont pour la plupart généralistes plutôt que spécifiques à des produits chimiques particuliers ; de plus, ces défenses sont généralement inductibles et protègent donc bien des faibles doses de produits chimiques synthétiques et naturels.
3. Parce que la toxicologie des produits chimiques naturels et synthétiques est similaire, on s'attend à (et trouve) un taux de positivité similaire pour la cancérogénicité parmi les produits chimiques synthétiques et naturels. Le taux de positivité parmi les produits chimiques testés chez les rats et les souris est d'environ 50 %. Par conséquent, parce que les humains sont exposés à beaucoup plus de produits chimiques naturels que synthétiques (en poids et en nombre), les humains sont exposés à un énorme fond de cancérogènes pour les rongeurs, tel que défini par les tests à haute dose sur les rongeurs. Nous avons montré que même si seule une infime proportion de pesticides naturels dans les aliments végétaux ont été testés, les 29 qui sont cancérigènes pour les rongeurs parmi les 57 testés, se retrouvent dans plus de 50 aliments végétaux courants. Il est probable que presque tous les fruits et légumes du supermarché contiennent des pesticides naturels cancérogènes pour les rongeurs. »

## Causes et effets
Pour le professeur Gordon Gribble (2013), nous avons été conduits à associer le mot « chimique » à des notions d'artificialité et de non-naturalité et à la notion de dangerosité. Ceci expliquerait que des produits soient commercialisés et étiquetés comme « sans produits chimiques » ou « naturels », ce qui renforcerait à son tour l'idée fausse que les « produits chimiques » seraient systématiquement non-naturels et dangereux,.
Une partie de l'industrie chimique a évolué vers les biotechnologies pour fabriquer des additifs tels que de aromatisants ou arômes en utilisant le vivant (des bactéries, des levures) au lieu de la chimie de synthèse, car ces produits peuvent être commercialisés et étiquetés comme « naturels », bien qu'il s'agisse parfois des mêmes molécules.
Jon Entine a grandement contribué à diffuser la notion de « chimiophobie ». Selon lui, et pour le groupe de défense de l'industrie « American Council on Science and Health », la « chimiophobie » est de plus en plus présente dans la population américaine, atteignant selon lui des proportions « épidémiques ». Dans un livre financé par ce « Conseil », Entine affirme que cela est dû à la propension des gens à s'alarmer de la présence signalée (par l'étiquetage obligatoire notamment) de produits chimiques introduit dans leur corps ou dans l'environnement, même quand ces produits chimiques sont présents en « quantités infimes », ce qui les rend selon lui « sans danger ». Entine, s'en tient ici à un paradigme ancien, souvent cité par l'industrie chimique pour justifier la mise sur le marché et l'utilisation du mercure, du plomb, du tabac, des pesticides et de nombreuses molécules telles que le bisphénol A, qu'Entine a défendu, en affirmant que c'est la dose qui fait le poison, sans tenir compte de problèmes de synergies toxiques, de bioconcentration et de biomagnification d'une part, ni des découvertes de la biologie, de l'embryologie et de l'endocrinologie qui ont montré que dans le cas de hormones (ou des leurres hormonaux, dits perturbateurs endocriniens), les très faibles doses, notamment lors de certaines fenêtres du développement embryonnaire, les faibles et très faibles doses sont actives. Une hormone est une molécule chimique, souvent de petite taille jouant le rôle de messager, elle est capable d'agir à très faible dose.
Jon Entine, dans son livre, affirme aussi que le principe de précaution récemment introduit dans les politiques alimentaires, sanitaires et agricole dans le plupart des pays n'est qu'un avatar ou une conséquence de la « chimiophobie », et selon lui, ce principe pourrait compromettre la capacité du monde à nourrir sa population en constante expansion, en freinant l'usage des engrais et surtout des pesticides de synthèse (dans son livre il défend notamment l'Atrazine).
Au Royaume-Uni, Sense About Science a produit un dépliant destiné à « éduquer les célébrités à la science » ; on y lit que les humains ne transportent que de petites quantités de « bagages chimiques » et que ce n'est que grâce aux progrès de la chimie analytique que nous pouvons détecter ces traces.
D'autres, comme Philip Abelson affirment que la pratique consistant à administrer de fortes doses de substances à des animaux de laboratoire Pour tester la toxicité, le potentiel mutagène cancérogène de produits chimiques, a aussi conduit à la chimiophobie du public, en suscitant des craintes injustifiées quant aux effets de ces substances sur les humains. Il dénonce un coût d'opportunité et des « dangers fantômes » qui, selon lui, détourneraient l'attention des dangers connus posés à la santé humaine.